# Veit Stürmer
Veit Stürmer (* 1. April 1957 in Berlin; † 15. Oktober 2013 in Griechenland) war ein deutscher Klassischer Archäologe.
Veit Stürmer wuchs in Riehen auf und machte 1976 sein Abitur am Hebel-Gymnasium Lörrach. Er studierte seit dem Wintersemester 1976/77 an der Universität Heidelberg die Fächer Klassische Archäologie, Ägyptologie und Musikwissenschaft. Für sein Dissertationsthema „Minoische Keramik“ bei Jörg Schäfer bereiste er mit einem DAAD-Stipendium Kreta zur Materialaufnahme. Dort arbeitete er an der Palastgrabung von Malia mit. 1983 erfolgte seine Promotion mit der Arbeit „MM III. Studien zum Stilwandel der minoischen Keramik“. 1983 bis 1985 folgte die Teilnahme an den Feldforschungen in Amnissos auf Kreta und 1984/85 das Reisestipendium des Deutschen Archäologischen Instituts. 1985/86 war Stürmer Wissenschaftlicher Mitarbeiter in der Redaktion des Deutschen Archäologischen Instituts in Berlin, von dem er 1987 bis 1989 ein Forschungsstipendium für ein Publikationsvorhaben über Amnisos und Malia erhielt. Seit 1990 war Stürmer Wissenschaftlicher Mitarbeiter am Winckelmann-Institut der Humboldt-Universität zu Berlin mit einem besonderen Lehrauftrag für das Fachgebiet „Ägäische Bronzezeit“. Seit 1995 war er Konservator der archäologischen Sammlungen des Winckelmann-Instituts mit Lehrbefugnis im Fachgebiet Minoisch-mykenische Archäologie. 1998 nahm er einen Lehrauftrag an der Universität Leipzig wahr. Seit 2001 war er Gastprofessor an der Universität von Havanna.
Forschungsschwerpunkt Stürmers waren die ägaische Bronzezeit, insbesondere die Genese und Funktion der minoischen Architektur, die Beziehungen zwischen Ägypten, Vorderasien und der Ägäis, der Palast von Malia und die Keramik der Altpalastzeit, das dädalische Kreta, die Rezeption der minoischen Kultur im frühen 20. Jahrhundert, insbesondere das Werk von Vater und Sohn Emile Gilliéron. Zudem beschäftigte er sich mit der Geschichte der Berliner Archäologie, des Winckelmann-Instituts und der Sammlungen des Instituts. Tätig war er insbesondere für die Wiedereinrichtung der archäologischen Sammlungen der Humboldt-Universität und die Wiederherstellung und Aufstellung der Gipsabgusssammlung der Universität Havanna (Museo Dihigo de Arqueología Clásica). In Kuba war er an der Publikation der Sammlungen des Conde de Lagunillas im Museo Nacional de Bellas Artes in Havanna beteiligt. Ferner war er Mitarbeiter der Ausgrabung von Porolissum in Rumänien und engagierte sich im Verein für Unterwasserarchäologie Berlin-Brandenburg, dessen Präsident er war.

## Schriften (Auswahl)
- MM III. Studien zum Stilwandel der minoischen Keramik. von Zabern, Mainz 1992 (Archaeologica Heidelbergensia, Bd. 1), ISBN 3-8053-1343-8.
- Gilliérons minoisch-mykenische Welt. (Ausstellungskatalog), Berlin 1994.
- mit Detlef Rößler (Hrsg.): Modus in rebus. Gedenkschrift für Wolfgang Schindler. Gebr. Mann, Berlin 1995 ISBN 3-7861-1331-9.
- mit Henning Wrede: Ein Museum im Wartestand. Die Abgußsammlung antiker Bildwerke. Arenhövel, Berlin 1998 (Winckelmann-Institut der Humboldt-Universität zu Berlin, 3), ISBN 3-922912-46-X.